# The Rose
The Rose (кор. 더 로즈) — південнокорейський інді-рок-гурт, який складається з чотирьох учасників: Кім У Сона (вокал, гітара), Пак До Джуна (клавішні), Лі Ха Джуна (ударні) і Лі Дже Хьона (бас). Офіційний дебют гурту відбувся 3 серпня 2017 року з синглом «Sorry». У 2022 році гурт заснував свій власний лейбл «Windfall» та підписав контракт про співпрацю з компанією «Transparent art».

## Історія

### 2015—2016: ранні роки
Доджун, Джехьон та Хаджун зустрілися під час вуличних виступів в корейському місті Хонде, відомому своїми вуличними концертами. Через деякий час вони вирішили заснувати свій власний гурт, який назвали «Windfall».
Гурту був потрібний четвертий учасник, який міг співати та грати на електрогітарі. Доджун звернувся до Усона, з яким познайомився через спільного друга, та запропонував йому приєднатися до гурту. Усон на той час планував свою сольну кар'єру, але погодився на репетицію. Як каже сам Усон, попри те, що він не планував доєднуватися до гурту на тривалий період, під час першої репетиції він відчув, що знайшов своє місце, і цей гурт — те, чим від хоче займатися. Так хлопці почали грати разом, проте з часом вони вирішили змінити назву гурту на «The Rose», оскільки шукали щось, що відображує їх самих та їх музику.
У 2016 році гурт підписав контракт з J&Star Company.

### 2017—2018: офіційний дебют, тур Paint it Rose,VoidіDawn
3 серпня 2017 року гурт випустив свій перший сингл «Sorry», який був написаний учасниками гурту. Пізніше того ж місяця Rolling Stone India описав сингл The Rose як «фантастичний вступ до софт-рокової атмосфери гурту» та описав «величезний контроль Усона над своїм хрипким вокалом… особливо вражаючим». 31 жовтня гурт випустив другий сингл «Like We Used To».
14 грудня Billboard назвав «Sorry» The Rose однією з найкращих корейських поп-пісень 2017 року. На той час музичне відео зібрало понад 3 мільйони переглядів на YouTube, що є вражаючою цифрою для аматорського гурту. Пізніше того ж місяця The Rose оголосили про свій перший європейський тур під назвою «Paint It Rose», протягом лютого 2018 року вони виступали в Брюсселі, Москві, Стамбулі, Лондоні та Будапешті. Пізніше Усон оголосив під час радіоінтерв'ю на Arirang K-Show, що тур був розкуплений.
24 грудня гурт організував свій перший сольний концерт «The Black Rose Day» в Mpot Hall у Сеулі. Вони виконали два наявні сингли, кавери на англійські пісні та неопубліковані раніше пісні під назвами «Photographer» і «Beautiful Girl».
5 січня 2018 року The Rose виступили на концерті з нагоди 23-ї річниці Rolling Hall разом з іншими відомими інді-виконавцями, такими як Cheeze, O.WHEN і Fromm. Гурт представив три нові неопубліковані пісні під назвою «Baby», «OMG» і «ILY».
12 січня гурт був включений до 5-ти найкращих корейських виконавців, за якими варто спостерігати у 2018 році за версією Billboard. У статті йдеться про те, що «гурти, які орієнтуються на рок, рідко справляють велике K-pop враження після дебюту, але надзвичайно емоційний сингл „Sorry“ The Rose зміг це зробити, зайнявши місце в рейтингу критиків Billboard наприкінці року».
24 січня Soompi оголосив The Rose одним із номінантів на звання «Новачок року» на своїй 13-й щорічній премії Soompi.
17 березня гурт виступив хедлайнером церемонії закриття 29-ї корейсько-американської студентської конференції, організованої Північно-Західним університетом у Чикаго.
16 квітня The Rose випустили свій перший мініальбом під назвою Void, який дебютував на 8 місці у чарті Billboard World Albums. Тамар Герман з видання Billboard описала новий альбом так: «за допомогою п'яти треків The Rose мали на меті підкреслити похмурі елементи людських емоцій через динамічний поп-рок».
14 серпня The Rose були представлені в оригінальному саундтреку Tofu Personified (두부의 의인화). «With You» (너와) який написав, скомпонував і аранжував Джехьон, а вокальну партію виконав Усон.
4 жовтня вони випустили свій другий мініальбом під назвою Dawn. До альбому увійшло 5 пісень включно з головним синглом «She's In The Rain». Також у жовтні стало відомо про новий тур гурту містами Європи та Японії.

### 2019—2021:Red, тур We Rose You Live, судовий процес і військова служба
З 17 по 19 травня 2019 року The Rose вперше виступили на KCON Japan у Makuhari Messe в Тібі. 13 серпня гурт випустив свій третій сингл-альбом Red. Згодом вони розпочали свій другий світовий тур «We Rose You Live Tour». 31 серпня гурт випустив пісню «Strangers» (타인은 지옥이다) як саундтрек для «Незнайомці з пекла». У 2019 році гурт брав участь у талант-шоу Superband.
15 січня 2020 року було оголошено, що The Rose виступить на розіграші світового туру американської співачки Halsey «Manic World Tour» у Сеулі 9 травня. Однак тур було перенесено на літо 2021 року через пандемію COVID-19.
28 лютого The Rose подали позов проти J&Star Company з вимогою розірвати ексклюзивний контракт. У своєму позові гурт стверджував, що агентство не змогло забезпечити жодної оплати з моменту їхнього дебюту та що воно вимагало суворого розкладу промо-кампаній для просування альбомів. The Rose послалися на зобов'язання J&Star надавати їм щомісячні звіти про доходи, яке не було виконане, а також на одностороннє рішення компанії запланувати 32-денний тур по 17 містах Америки, для якого потрібно було б проводити концерти через день. Компанія J&Star відкинула звинувачення та планувала «вжити всіх необхідних юридичних заходів».
4 березня компанія J&Star оприлюднила додаткову заяву, в якій спростувала претензії та звинувачення The Rose проти компанії. J&Star заявили, що гурт навмисно вводить в оману, а також порушує честь та гідність компанії. Лейбл наголосив на своєму намірі подати зустрічний судовий позов за порушення контракту та наклеп.
6 липня Доджун був зарахований на строкову військову службу.  3 серпня, коли гурт відзначав третю річницю з моменту дебюту, учасники Усон, Хаджун та Джехьон оголосили про створення нових облікових записів гурту в соціальних мережах.
4 серпня вони випустили сингл «Black rose», присвячений своїм відданим шанувальникам та названий на їхню честь.
Хаджун і Джехьон були зараховані на військову службу 12 жовтня 2020 року та 9 листопада 2020 року відповідно.
Після випуску свого сольного синглу «Lazy» Усон розповів в інтерв'ю South China Morning Post у червні 2021 року, що The Rose врегулювали свій позов із J&Star і був звільнені від їхнього контракту, сказавши: «Усе було з'ясовано. Ми більше ні з ким не маємо контракту. [Інші] учасники в армії, і ми чекаємо, коли вони повернуться. Це все, що я можу сказати». Він також заявив, що гурт планує залишатися разом.
Після врегулювання позову було оголошено, що гурт The Rose випустить сингл «Beauty and the Beast» 29 грудня 2021 року.

### 2022—2023: повернення, новий лейбл та альбомHeal
Після закінчення військової служби Доджуна, Хаджуна та Джехьона гурт повернувся до активної діяльності. Вони заснували свій власний лейбл Windfall та у серпні 2022 року підписали контракт із менеджмент-компанією Transparent Arts. Зараз Windfall та Transparent Arts співпрацюють як партнери. Після повернення гурт почав роботу над своїм альбом Heal. Це був перший альбом після перерви гурту, а також перший альбом, який The Rose випустили як незалежний гурт. Реліз альбому відбувіся 7 жовтня 2022 року разом з головним синглом «Sour». На підтримку альбому Heal був оголошений світовий тур на 2022—2023 року під назвою «Heal Together World Tour» з концертами у Північній Америці, Південній Америці, Європі та Азії.
21 квітня 2023 року Шуґа з BTS випустив разом з Усоном і Рюїті Сакамото пісню «Snooze», яка є 9-м треком сольного альбому Шуґи D-Day.

### 2023—2024: Другий студійний альбом Dual та Dawn To Dust Tour
21 липня 2023 року гурт випустив сингл із відеокліпом «Back To Me», а 28 липня 2023 року вийшов сингл на «Alive». Їхній другий студійний альбом Dual вийшов 22 вересня 2023 року.
У жовтні 2023 року їхній альбом Dual потрапив у чарт Billboard 200 на 83 місце за перший тиждень після виходу. На додаток до цього, вони також дебютували у інших чартах, зокрема посівши № 1 у рейтингу «Нові виконавці», № 33 у чарті виконавців, № 5 у рейтингу продажів альбомів, № 5 у рейтингу поточних продажів альбомів, № 3 у рейтингу поточних Альтернативні альбоми, № 2 серед поточних рок-альбомів № 7 у цифрових альбомах і № 2 в Інтернет-альбомах. Крім того, 4 жовтня 2023 року гурт розпочав свій тур по США та Канаді під назвою «Dawn to Dask Tour», а 26 січня 2024 року відбувся тур по Філіппінах. Тур зібрав близько 66 000 глядачів.
14 квітні 2024 року The Rose виступили на американському музичному фестивалі Коачелла.
12 листопада 2024 року в Інглвуд, Каліфорнія, The Rose провели останній концерт в рамках тура «Dawn to Dask Tour», після чого гурт повідомив, що вони беруть перерву у діяльності на невизначений термін.

### 2025— донині: WRLD та Тур Once Upon a WRLD
24 березня 2025 року The Rose повідомили, про випуск альбому «WRLD» 30 травня 2025 року, а також про початок світового туру, який почнеться 9 червня з міста Цюріх, Швейцарія.

## Учасники
| Корейське ім'я | Корейське ім'я | Корейське ім'я | Англійське ім'я | Англійське ім'я | Дата народження             | Інструмент / позиція у гурті                   |
| Українською    | Латиницею      | Хангилем       | Українською     | Латиницею       | Дата народження             | Інструмент / позиція у гурті                   |
| -------------- | -------------- | -------------- | --------------- | --------------- | --------------------------- | ---------------------------------------------- |
| Кім Усон       | Kim Woosung    | 김우성         | Семмі Кім       | Sammy Kim       | 25 лютого 1993 (32 роки)    | Електрогитара / Лідер, вокаліст                |
| Пак Доджун     | Park Dojoon    | 박도준         | Лео Пак         | Leo Park        | 20 квітня 1993 (32 роки)    | Клавішні, акустична гітара / Головний вокаліст |
| Лі Хаджун      | Lee Hajoon     | 이하준         | Ділан Лі        | Dylan Lee       | 29 липня 1994 (30 років)    | Ударні / вокаліст, репер                       |
| Лі Джехьон     | Lee Jaehyeong  | 이재형         | Джефф Лі        | Jeff Lee        | 3 листопада 1994 (30 років) | Бас-гітара / вокаліст, макне                   |

## Дискографія

### Студійні альбоми
| Назва | Деталі альбому | Пікові позиції у чартах | Пікові позиції у чартах | Пікові позиції у чартах | Продажі                  |
| Назва | Деталі альбому | KOR                     | BEL (WA)                | US                      | Продажі                  |
| ----- | --- | ----------------------- | ----------------------- | ----------------------- | ------------------------ |
| Heal  | - Реліз: 7 жовтня 2022 - Лейбл: Transparent Arts/Warner Music Korea - Формат: CD, цифрове завантаження Трек-лист 1. «Definition of Ugly Is» 2. «Childhood» 3. «Shift» 4. «Cure» 5. «See-Saw» 6. «Time» 7. «Yes» featuring James Reid 8. «Sour» | 20                      | —                       | —                       | - Південна Корея: 32,000 |
| Dual  | - Реліз: 22 вересня 2023 - Лейбл: Transparent Arts/Warner Music Korea - Формат: CD, цифрове завантаження | 8                       | 26                      | 83                      | - Південна Корея: 47,776 |

### Сингл-альбоми
| Назва | Деталі альбому | Пікові позиції у чартах | Продажі                 |
| Назва | Деталі альбому | KOR                     | Продажі                 |
| ----- | --- | ----------------------- | ----------------------- |
| Red   | - Реліз: 13 серпня 2019 - Лейбл: J&Star Company - Формат: CD, цифрове заванатаження Трек-лист 1. «California» 2. «Red» 3. «Red» (Inst.) | 8                       | - Південна Корея: 9,192 |

### Мініальбоми
| Назва | Деталі | Пікові позиції у чартах | Пікові позиції у чартах | Продажі                  |
| Назва | Деталі | KOR                     | US World                | Продажі                  |
| ----- | --- | ----------------------- | ----------------------- | ------------------------ |
| Void  | - Реліз: 16 квітня 2018 - Лейбл: J&Star Company - Формат: CD, цифрове завантаження Трек-лист 1. «Candy (So Good)» 2. «Baby» 3. «I.L.Y.» 4. «Sorry» 5. «Like We Used To» (좋았는데) 6. «Baby» (Inst.) 7. «Sorry» (Inst.) 8. «I.L.Y.» (Inst.) | 25                      | 8                       | - Південна Корея: 6,371+ |
| Dawn  | - Реліз: 4 жовтня 2018 - Лейбл: J&Star Company - Формат: CD, цифрове завантаження Трек-лист 1. «I Don't Know You» 2. «She's in the Rain» 3. «Take Me Down» 4. «Insomnia» (불면증) 5. «She's in the Rain» (Inst.)                            | 8                       | 5                       | - Південна Корея: 5,515+ |

### Сингли
| Назва                                                                            | Рік                    | Пікові позиції у чартах | Альбом                          |
| Назва                                                                            | Рік                    | US World                | Альбом                          |
| Як головний виконавець                                                           | Як головний виконавець | Як головний виконавець  | Як головний виконавець          |
| -------------------------------------------------------------------------------- | ---------------------- | ----------------------- | ------------------------------- |
| «Sorry»                                                                          | 2017                   | 14                      | Sorry                           |
| «Like We Used To» (좋았는데)                                                     | 2017                   | —                       | Like We Used To                 |
| «Baby»                                                                           | 2018                   | 14                      | Void                            |
| «She's in the Rain»                                                              | 2018                   | 13                      | Dawn                            |
| «Red»                                                                            | 2019                   | 7                       | Red                             |
| «Black Rose»                                                                     | 2020                   | —                       | Сингли поза альбомом            |
| «Beauty and the Beast» (미녀와 야수)                                             | 2021                   | 15                      | Сингли поза альбомом            |
| Саундтреки                                                                       |                        |                         |                                 |
| «With You» (너와)                                                                | 2018                   | —                       | Tofu Personified OST Part 3     |
| «Strangers» (타인은 지옥이다)                                                    | 2019                   | —                       | Hell Is Other People OST Part 1 |
| «—» релізи, що не потрапили у чарти або не були випущені у відповідних регіонах. |                        |                         |                                 |

## Фільмографія
| Рік  | Назва       | Мережа     | Нотатки                       | Прим. |
| ---- | ----------- | ---------- | ----------------------------- | ----- |
| 2018 | The Rose TV | Mnet Smart | Реаліті-шоу про гурт, 4 серії |       |

## Відеографія

### Музичні кліпи
| Рік  | Назва                        | Режисер(и)                   |
| ---- | ---------------------------- | ---------------------------- |
| 2017 | «Sorry»                      | Невідомий                    |
| 2017 | «Like We Used To» (좋았는데) | Son Dong-rak & Song Jung-kyu |
| 2018 | «Baby»                       | Невідомий                    |
| 2018 | «She's in the Rain»          | Невідомий                    |
| 2019 | «Red»                        | STONE                        |
| 2020 | «Black Rose»                 | Невідомий                    |
| 2022 | «Childhood»                  | Curry Sicong Tian            |
| 2022 | «Sour»                       | Daniel DPD Park              |
| 2023 | «Back To Me»                 | Muyu Media                   |
| 2023 | «Alive»                      | KORLIO                       |
| 2023 | «You're Beautiful»           | Christian Haahs              |

## Тури та концерти
Концерти у Сеулі
- The Black Rose Day (2017)[55]
- The Rose Day: Long Drive (2018)[56]
- Home Coming (2018)[57]

Тури
- Paint it Rose Tour in Europe (2018)[58]
- Paint it Rose Tour in USA (2018)[59]
- Paint it Rose Tour in Mexico/South America (2018)[59]
- Paint it Rose Tour in Europe/Australia: 2nd Coloring (2018)[60]
- We Rose You Live Tour (2019)[61]
- Heal Together World Tour (2022)
- Dawn to Dusk US/Canada Tour (2023)
- Dawn to Dusk Asia/ EuropeTour (2024)

## Нагороди та номінації
| Церемонія нагородження       | Рік  | Категорія                 | Номінант(и) | Результат | Прим. |
| ---------------------------- | ---- | ------------------------- | ----------- | --------- | ----- |
| International K-Music Awards | 2018 | Найперспективніший артист | The Rose    | Перемога  |       |